# Ère Taihō
L'ère Taihō (en japonais: 大宝) est une des ères du Japon (年号, nengō, littéralement « le nom de l'année ») après une interruption à la fin du VIIe siècle suivant l'ère Shuchō et précédant l'ère Keiun. Cette période couvre les années allant de mars 701 à mai 704. L'empereur régnant est Mommu' (文武天皇).

## Changement de l'ère
- 701 Taihō gannen (大宝元年?) : Le nom de la nouvelle ère, Taihō (lit. « Grand Trésor ») est choisi pour commémorer la création du « grand trésor » que sont les lois codifiées. La nouvelle ère commence le 21e jour du 3e mois de l'année 701[3].

## Événements de l'ère Taihō
- 701 (Taihō 1) : Adoption d'un projet d'envoi d'une mission diplomatique à la cour des Tang[4].
- 702 (Taihō 2) : Le code de Taihō (大宝律令, Taihō-ritsuryō?) ou Taihōryō, réorganise le gouvernement central et complète nombre des réformes entamées par la réforme de Taika en 646[5].
- 701 (Taihō 2) : Une mission vers la cour des Tang, emmenée par Awata no Mahito (粟田真人?), prend la mer en direction de la Chine[4]. Elle est appelée « ambassade de Taihō » car elle commence durant cette ère[6].

| Taihō     | 1re | 2e  | 3e  | 4e  |
| Grégorien | 701 | 702 | 703 | 704 |